# Tony Leavey
Tony Leavey właściwie John Anthony Leavey (ur. 3 marca 1915, zm. 9 lipca 1999) – brytyjski polityk Partii Konserwatywnej, deputowany Izby Gmin.

## Działalność polityczna
W okresie od 26 maja 1955 do 15 października 1964 reprezentował okręg wyborczy Heywood and Royton w brytyjskiej Izbie Gmin.